# Толерантный интервал
Толерантный интервал — термин, используемый в математической статистике при определении на основе выборочных данных интервала, который при заданном доверительным уровне содержит заданную вероятностную меру неизвестной функции распределения. 
Понятия толерантного и доверительного интервалов близки друг к другу. 
Толерантный интервал является интервалом в выборочном пространстве наблюденных случайных величин. Он определяется достаточной статистикой на основе требования о том, чтобы при заданном доверительном уровне содержать вероятностную меру статистического распределения, не меньшую заданного уровня.
Доверительный интервал определяется для некоторого параметра функции распределения и является интервалом в параметрическом пространстве. Он определяется достаточной статистикой на основе требования о том, чтобы вероятность того, что он содержит истинное значение неизвестного параметра была не меньше доверительного уровня.

## Определение
Пусть случайная величина {\displaystyle Y} не зависит от {\displaystyle X} и имеет функцию распределения {\displaystyle F_{\theta }}. 
Толерантным интервалом {\displaystyle (\beta ,\gamma )} с мерой {\displaystyle \beta } и уровнем доверия {\displaystyle \gamma } называется интервал {\displaystyle \left[L_{1,\beta ,\gamma }(X),L_{2,\beta ,\gamma }(X)\right]}, для которого выполняется условие {\displaystyle P_{\theta }\left\{P_{\theta }\left\{L_{1,\beta ,\gamma }(X)\leqslant Y\leqslant L_{2,\beta ,\gamma }(X)|X\right\}\geqslant \beta \right\}\geqslant \gamma } для всех значений параметра {\displaystyle \theta }.

## Пояснения
Пусть {\displaystyle \xi } - квантиль функции распределения {\displaystyle F_{\theta }} обозначается как {\displaystyle F^{-1}(\xi ;\theta )}. По определению имеем {\displaystyle P_{\theta }\left\{F^{-1}(\xi _{1};\theta )\leqslant X\leqslant F^{-1}(\xi _{2};\theta )\right\}\geqslant \xi _{2}-\xi _{1}}. Интервалом меры {\displaystyle \beta } функции распределения {\displaystyle F_{\theta }}
называется интервал {\displaystyle \left[F^{-1}(\xi _{1};\theta ),F^{-1}(\xi _{2};\theta )\right]}, если {\displaystyle \beta =\xi _{2}-\xi _{1}}.